# Nikon Coolpix
Nikon Coolpix — линейка цифровых   компактных фотокамер (а также бридж-камер) со встроенными зум-объективами японской компании Nikon, ориентированная на новичков и продвинутых фотолюбителей.

## Классификация моделей фотокамер линейки COOLPIX
Каждая из перечисленных ниже линеек представляет собой отдельную концепцию (философию) и включают в себя модели ориентированные на пользователей различного уровня (от простых до более функциональных), а также различающихся в пределах одной линейки даже конструктивно по компановке (компактные, компактные с механическими органами управления, бридж-камеры), по размеру и типу (ПЗС, КМОП) светочувствительного элемента.
- S (Stylish) — стиль
- L (Life) — начальный уровень
- P (Performance) — функциональность
- AW (All Weather) — водозащищённость (допускается съёмка под водой)
- A
- B
- W

### Серия A
| Модель              | Дата релиза    | Матрица: разрешение, размер     | Объектив (в 35 мм экв.) диапазон ф.р., диафрагма | Экран размер,Кол-во точек    | Размеры Д (мм) × В (мм) × Ш (мм) | Вес                             | Цвета                                                                   | Изображение | Описание | Источник |
| ------------------- | -------------- | ------------------------------- | ------------------------------------------------ | ---------------------------- | -------------------------------- | ------------------------------- | ----------------------------------------------------------------------- | ----------- | --- | -------- |
| Nikon Coolpix A     | 5 марта 2013   | 16 Мп 4928x3264 APS-C DX КМОП   | 18,5 мм (28 мм экв.) f/2.8                       | 3.0 дюймов 921,000 точек     | 111 × 64.3 × 40.3                | 299 грамм (с/бат.)              | черный, металлический                                                   |             | Флагманская камера с матрицей большого размера APS-C DX; фикс-объектив 18.5 мм (28 мм в экв.); механические органы управления; горячий башмак(для подключения внешних вспышек, установки ОВИ); ISO 100-3200; скорости затвора 1/2000-30с; поддержка RAW(14 бит); запись видео 1080p 30/25/24P; поддержка WiFi; SD карта; литий-ионный аккумулятор EN-El20. | [ 1 ]    |
| Nikon Coolpix A10   | 14 января 2016 | 16 Мп 4608 x 3456 1/2.3" ПЗС    | 4.6-23 мм (26-130 мм экв.) f/3.2-6,5             | 2.7 дюймов 230000 точек      | 96,4 × 59,4 × 28,9               | 160 грамм (с/бат. и SD картой.) | жемчужно-белый, матовый чёрный, фиолетовый с рисунком, алый             |             | 4х цифровое увеличение (угол равен объективу 520 мм в 35-мм экв.); ISO 80-1600; электро-механический затвор 1/2000–1; запись видео 1280х720/30p; 2 батареи типоразмера АА (щелочные; литиевые; Ni-MH) | [ 2 ]    |
| Nikon Coolpix A100  | 14 января 2016 | 20,1 Мп 5152 x 3864 1/2.3" ПЗС  | 4.6-23 мм (26-130 мм экв.) f/3.7-6.4             | 2.7 дюймов 230000 точек      | 94,5 × 58,6 × 19,8               | 119 грамм (с/бат. и SD картой.) | жемчужно-белый, матовый чёрный, фиолетовый, фиолетовый с рисунком, алый |             | 4х цифровое увеличение (угол равен объективу 520 мм в 35-мм экв.); ISO 80-1600 (до 3200 в авторежиме); электро-механический затвор 1/2000–1; запись видео 1280х720/30p; литий-ионный аккумулятор EN-EL19. | [ 3 ]    |
| Nikon Coolpix A300  | Май 2016       | 20,1 Мп 5152 x 3864 1/2.3" ПЗС  | 4.5-36 мм (25-200 мм экв.) f/3.7-6.6             | 2.7 дюймов 230000 точек      | 95,9 × 58,0 × 20,1               | 119 грамм (с/бат. и SD картой)  | серебряный, матовый чёрный, алый, алый с рисунком, бледно розовый       |             | 4х цифровое увеличение (угол равен объективу 800 мм в 35-мм экв.); ISO 80-1600 (до 3200 в авторежиме); механический и электронный затвор 1/1500–1; запись видео HD 720; поддержка Wi-fi; литий-ионный аккумулятор EN-EL19 | [ 4 ]    |
| Nikon Coolpix A900  | Октябрь 2016   | 20,3 Мп 5184 x 3888 1/2.3" КМОП | 4.3-151 мм (24–840 мм экв.) f/3.4-6.9            | 7.5 дюймов 921000 точек TFT  | 113.0 × 66.5 × 39.9              | 299 грамм (с/бат. и SD картой.) | металлический, чёрный                                                   |             | Механические органы управления; 4х цифровое увеличение (угол равен объективу 3360 мм в 35-мм экв.); ISO 80-1600; механический и электронный затвор 1/2000(расширяется до 1/4000)–1(расширяется до 8с); запись видео 1080/30p; поддержка Wi-fi; Near Field Communication; литий-ионный аккумулятор EN-EL12                                                  | [ 5 ]    |
| Nikon Coolpix A1000 | Март 2019      | 16 Мп 4608 x 3456 1/2.3" КМОП   | 4.3-151 мм (24–840 мм экв.) f/3.4-6.9            | 7.5 дюймов 1036000 точек TFT | 114.2 × 71.7 × 40.5              | 330 грамм (с/бат. и SD картой.) | металлический, чёрный                                                   |             | Механические органы управления; 4х цифровое увеличение (угол равен объективу 3360 мм в 35-мм экв.); ISO 100-1600(с расширением до 3200, 6400 в режимах P,A,S,M); механический и электронный затвор 1/2000(расширяется до 1/4000)–1(расширяется до 8с); запись видео 2160/30p (4K UHD); литий-ионный аккумулятор EN-EL12                                    | [ 6 ]    |

### Серия AW
| Модель | Дата релиза     | Матрица разрешение, размер        | Объектив (в 35 мм экв.) диапазон ф.р., диафрагма | Экран размер, количество точек | Размеры Д (мм) × В (мм) × Ш (мм) | Вес               | Изображение | Описание | Источник |
| ------ | --------------- | --------------------------------- | ------------------------------------------------ | ------------------------------ | -------------------------------- | ----------------- | ----------- | --- | -------- |
| AW100  | 24 августа 2011 | 16 МП 4608x3456 1/2.3 дюймов КМОП | 28–140 мм (5×) f/3.9–4.8                         | 3.0 дюйма 460,000 точек        | 110.1 × 64.9 × 22.8              | 178 грам (с/бат.) |             | Первый износоустойчивый Coolpix, водонепроницаемость до 10 м, ударопрочность при падении с высоты до 1.5 м, сопротивляемость холоду до -10 °C, КМОП матрица с задней подстветкой, цифровая и оптическая стабилизация, SD карта, запись видео в 1080p, GPS. | [ 7 ]    |
| AW100s | 24 августа 2011 | 16 МП 4608x3456 1/2.3 дюймов КМОП | 28–140 мм (5×) f/3.9–4.8                         | 3.0 дюйма 460,000 точек        | 110.1 × 64.9 × 22.8              | 178 грам (с/бат.) |             | AW100 без функции GPS карт. | [ 7 ]    |

### Серия B
| Модель | Дата релиза     | Матрица разрешение, размер         | Светочувствительность | Поддержка RAW | GPS | Объектив (в 35 мм экв.) диапазон ф.р., диафрагма | Экран размер, разрешение | Размеры Д (мм) × В (мм) × Ш (мм) | Вес                | Изображение | Описание | Источник |
| ------ | --------------- | ---------------------------------- | --------------------- | ------------- | --- | ------------------------------------------------ | ------------------------ | -------------------------------- | ------------------ | ----------- | --- | -------- |
| B500   | 23 февраля 2016 | 16 МП 4608x3456 1/2.3 дюймов КМОП  | 125–6400              | Нет           | Нет | 22.5–900 мм (40×) f/3.0–6.5                      | 3.0 дюйма 921,000 точек  | 113.5 × 78.3 × 94.9              | 542 грамм (с бат.) |             | Не поддерживается RAW (только JPEG), Wi-Fi, Bluetooth, Near Field Communication, SD карта, запись видео 1080p (1920x1080) 30/25P 60/50i, АA-батареи (аккумуляторы Nikon EN-MH2), ISO 6400 (максимальное значение светочувствительности) | [ 8 ]    |
| B700   | 23 февраля 2016 | 20.2 Мп 5184x3888 1/2.3 дюйма КМОП | 100–3200              | да            | Нет | 24–1440 мм (60×) f/3.3–6.5                       | 3.0 дюйма 921,000 точек  | 125 × 85 × 106.5                 | 570 грамм (с бат.) |             | RAW, Wi-Fi, Bluetooth, Near Field Communication, SD карта, запись видео 4K UHD (3840x2160) 30/25P | [ 9 ]    |

## Известные модели
- Nikon Coolpix L830
- Nikon Coolpix P90
- Nikon Coolpix P7000